# Ukrajinka (město)
Ukrajinka (ukrajinsky Українка; rusky Украинка – Ukrainka) je město v Kyjevské oblasti na Ukrajině. Leží na pravém břehu Dněpru patnáct kilometrů na severovýchod od Obuchivu a čtyřicet kilometrů jižně od Kyjeva. V roce 2012 žilo v Ukrajince přes patnáct tisíc obyvatel.